# John L. Sullivan

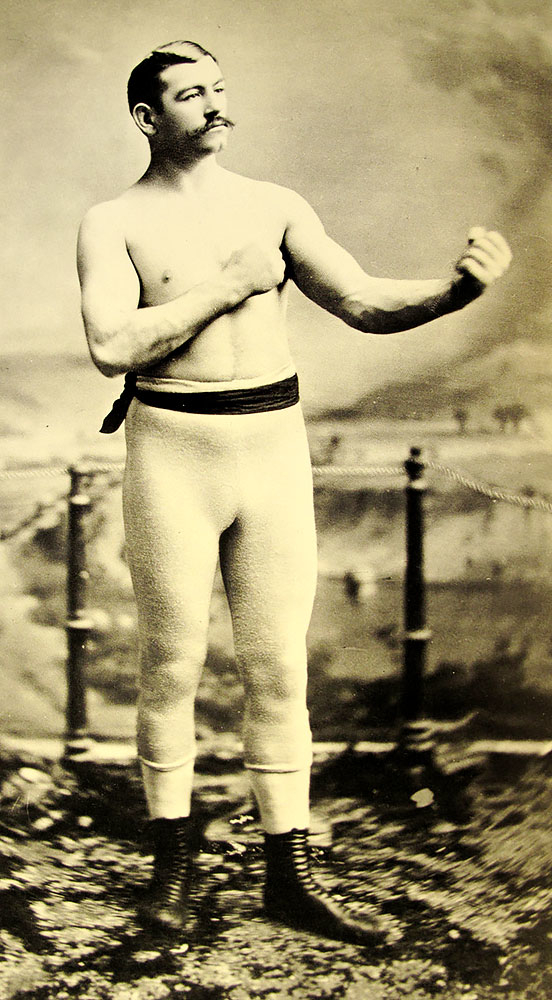
John L. Sullivan

John Lawrence Sullivan (Roxbury (nu Boston, Massachusetts), 15 oktober 1858 – Abington, 2 februari 1918) was een Amerikaans bokser. Hij wordt algemeen beschouwd als de eerste wereldkampioen zwaargewicht in de moderne geschiedenis.
Hij werd geboren in Roxbury, tegenwoordig een deel van Boston. In zijn jeugd werd hij meermalen gearresteerd in plaatsen waar boksen verboden was. Hij maakte de nadagen van het boksen met blote vuisten en het begin van de Marquess of Queensberry rules mee.
Door zijn overwinning in 1882 op Paddy Ryan geldt hij tegenwoordig als de eerste wereldkampioen, al zijn er ook die een latere datum hanteren. Voor hen geldt zijn overwinning uit 1888 op een Franse bokser als het begin van zijn wereldtitel, maar dit gevecht werd toentertijd niet als zodanig beschouwd. Het gevecht dat Sullivan een jaar later had in New Orleans waarbij de trainer van Jake Kilrain (in ronde 75 van de 80) de handdoek in de ring gooide, was het laatste zwaargewichtgevecht met blote handen.
Sullivan verloor zijn titel in 1892 aan "Gentleman Jim" Corbett. Daarna was hij alleen nog te zien in exhibitiewedstrijden. Alhoewel hij in zijn latere jaren geheelonthouder was, stierf hij al op 59-jarige leeftijd door gezondheidsproblemen die door zijn vroegere alcoholgebruik waren veroorzaakt.